# Lithium (chanson de Nirvana)
Vous lisez un « bon article » labellisé en 2018.
Pour les articles homonymes, voir Lithium (homonymie).
Singles de Nirvana
Come as You Are
(1992) In Bloom
(1992)
Pistes de Nevermind
Breed
(4) Polly
(6)
Lithium est une chanson du groupe américain de grunge Nirvana, écrite par Kurt Cobain et sortie en tant que troisième single de l'album Nevermind en juillet 1992. Elle évoque un homme suicidaire qui se tourne vers la religion. L'enregistrement de sa maquette est l'une des principales causes de l'éviction du groupe du batteur Chad Channing. La chanson dans sa version définitive est l'une des plus difficiles à enregistrer de l'album, ces difficultés provoquant la conception de la chanson cachée Endless, Nameless à la fin de l'album.
Le single se classe à la 64e place du Billboard Hot 100 aux États-Unis, à la 11e place au Royaume-Uni, pays dans lequel il est certifié disque d'argent, et atteint même la 1re place du Suomen virallinen lista en Finlande. Le clip vidéo est un montage d'extraits du groupe en concert réalisé par Kevin Kerslake. Régulièrement considérée comme l'une des meilleures chansons du groupe, elle est reprise depuis sa sortie par plusieurs artistes.

## Enregistrement

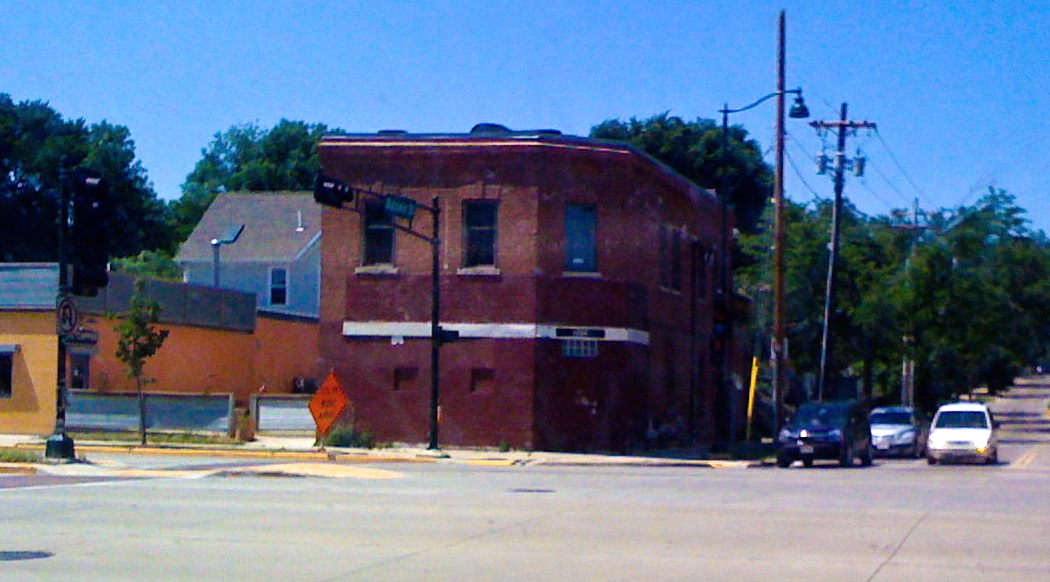
Les studios Smart où a été enregistré une démo de Lithium.

Kurt Cobain décrit Lithium comme « l'une de ces chansons que j'ai vraiment essayé d'écrire au lieu d'assembler des fragments de ma poésie entre autres choses ». Une démo de la chanson est enregistrée aux studios Smart de Madison, dans le Wisconsin, en avril 1990. C'est à l'occasion de son enregistrement que la rupture entre Cobain et le batteur Chad Channing se concrétise car ce dernier ne joue pas les arrangements tels que les a conçus Cobain, leurs styles musicaux se révélant contradictoires. Cobain se casse la voix pendant l'enregistrement de Lithium, ce qui met fin à la session.
Après avoir signé avec le label DGC Records, Nirvana retrouve le producteur Butch Vig aux studios Sound City en mai 1991 pour enregistrer l'album Nevermind. Par rapport à la démo, Krist Novoselic modifie un petit peu la ligne de basse mais c'est quasiment le seul changement apporté à la chanson. L'enregistrement de Lithium est l'un de ceux qui posent le plus de difficultés au groupe, qui joue systématiquement le morceau trop vite. Vig utilise alors une piste rythmique pour maintenir un tempo cohérent et suggère à Dave Grohl, qui a remplacé Channing, de jouer de façon plus simple. Il interrompt également aussitôt les prises à chaque fois que Cobain accélère sa partie de guitare. À la fin de la première journée, Cobain est tellement frustré du peu de progrès accomplis sur Lithium que le groupe se lance dans une improvisation afin de se défouler. Vig enregistre cette jam session, qui sera insérée sur Nevermind en tant que chanson cachée sous le nom d'Endless, Nameless après le dernier titre, Something in the Way,.

## Thèmes et composition
Le titre de la chanson fait référence aux sels de lithium, base chimique d'un médicament prescrit pour traiter les troubles bipolaires. Kurt Cobain pousse sa voix à ses limites sur ce morceau représentatif de la structure musicale de Nevermind avec l'alternance couplet calme et refrain puissant. La chanson « se distingue aussi par son tempo métronomique et sa ligne de basse oppressante ». Cobain varie son jeu entre notes simples et doubles cordes, ce qui donne au morceau un effet d'amplitude.
Pour Michael Azerrad, le titre de la chanson est une référence à la phrase de Karl Marx selon laquelle la religion serait l'opium du peuple. Lithium est « un chant de rédemption de l'âme par la religion, celle-ci étant devenue une sorte de lithium du peuple ». Comme souvent, les paroles sont en partie inspirées par les expériences personnelles de Cobain et de ses conflits avec sa mère. Une de ses périodes de crise s'est fini chez Born Again via la famille de son ami Jesse Reed en 1985 ,. Le morceau évoque un jeune homme déprimé, et manifestement au bord de la folie, que sa petite amie vient de quitter et qui, en dernier recours, se tourne vers la religion, une attitude devant laquelle Cobain manifeste son incompréhension. Par ailleurs, selon Charles Cross, Cobain a changé les paroles de Lithium, écrite avant sa rencontre avec Tobi Vail, pour faire référence à elle.

## Sortie et accueil
Lithium est le troisième single à être extrait de Nevermind et paraît le 21 juillet 1992. Sur la pochette intérieure du single figure une échographie de Frances Bean, la fille de Kurt Cobain et de Courtney Love. La cassette et le vinyle 7" du single ont une version live de Been a Son, tandis que les éditions CD et 12" comprennent Curmudgeon en plus. L'édition britannique bénéficie également de la reprise des Wipers D7 effectuée lors du passage du groupe à la BBC Radio 1, pour l'émission de John Peel en 1990. Le single occupe à son meilleur la 64e place du Billboard Hot 100, et respectivement les 16e et 25e des classements Mainstream Rock Tracks et Alternative Songs aux États-Unis,. Il se classe 11e du classement de ventes des singles au Royaume-Uni et obtient plusieurs top 10, dont la première position en Finlande et une 5e en Irlande. Depuis le 16 juin 2017, Lithium est certifié argent au Royaume-Uni, soit plus de 200 000 exemplaires vendus depuis sa sortie.
Dans le Pazz & Jop de 1992, sondage annuel dirigé par Robert Christgau et réalisé pour The Village Voice, les critiques américains le classent à la 20e place de leur sélection des meilleures chansons de l'année, à égalité avec Jesus Built My Hot Rod de Ministry, Real Love de Lisa Stansfield et Something Good de Utah Saints. Mark Deming, du site AllMusic, la considère comme la meilleure chanson de l'album, la qualifiant d'« émotionnellement dévastatrice ». Dix ans après la mort de Cobain, le New Musical Express la classe en 5e position de sa liste des 20 meilleures chansons de Nirvana. Elle figure également à la 6e place du classement des 10 meilleures chansons du groupe établi par PopMatters en 2011, qui met l'accent sur son « intro inoubliable », ses « irrésistibles » parties calmes qui « permettent à l'auditeur de profiter pleinement de l'ingénieuse progression d'accords » et « l'euphorie instinctive » qui accompagne les « Yeah » hurlés par Cobain sur plusieurs variations. En 2012, le NME place Lithium en 52e position de ses « 100 meilleures chansons des années 1990 ». En 2014, Paste la classe en 14e position de sa liste des 50 meilleures chansons grunge, évoquant un « excellent exemple de la contradiction volontaire » que Nirvana a apporté au grunge en ajoutant une nuance mélodieuse aux riffs les plus typiques de ce genre musical. La même année, elle figure en 6e position d'une liste des 10 meilleures chansons de Nirvana établie par Stereogum, qui met en avant le jeu de batterie de Dave Grohl et la production léchée de Butch Vig. Toujours en 2014, Slant Magazine la classe en 3e position de sa liste des 15 meilleures chansons de Nirvana, la citant en exemple de « toutes les contradictions qui définissent Nirvana ».

## Héritage
Le 10 avril 2014, « Lithium » a été interprétée par les membres restants de Nirvana, Grohl, Novoselic et Pat Smear, avec le chant et la guitare du musicien de rock américain St. Vincent, lors de la cérémonie d'intronisation du groupe au Temple de la renommée du rock and roll au Barclays Center de Brooklyn, à New York.
« Lithium » est utilisée comme célébration de but par l'équipe de la Ligue nationale de hockey (LNH) le Kraken de Seattle, depuis sa saison inaugurale,.

## Classements et certifications
| Classement (1992)                      | Meilleure position |
| -------------------------------------- | ------------------ |
| Australie (ARIA Charts)                | 53                 |
| Belgique (Flandre Ultratop 50 Singles) | 28                 |
| Canada (Canadian Singles Chart)        | 83                 |
| Espagne (Promusicae)                   | 13                 |
| États-Unis (Hot 100)                   | 64                 |
| États-Unis (Mainstream Rock)           | 16                 |
| États-Unis (Alternative Songs)         | 25                 |
| Finlande (Suomen virallinen lista)     | 1                  |
| Irlande (Irish Singles Chart)          | 5                  |
| Italie (FIMI)                          | 16                 |
| Nouvelle-Zélande (RMNZ)                | 28                 |
| Pays-Bas (Single Top 100)              | 17                 |
| Pays-Bas (Nederlandse Top 40)          | 16                 |
| Pologne (ZPAV)                         | 9                  |
| Royaume-Uni (UK Singles Chart)         | 11                 |

| Pays              | Certifications | Ventes    |
| ----------------- | -------------- | --------- |
| Royaume-Uni (BPI) | Argent         | 200 000 + |

## Clip vidéo
Le clip est réalisé par Kevin Kerslake, le deuxième après Come as You Are. Kurt Cobain voulait à l'origine que la vidéo soit un dessin animé à propos d'une petite fille dénommée Prego, qui découvre des œufs sur le point d'éclore. Mais quand ils apprennent que la réalisation de cette animation aurait pris quatre mois, Cobain et Kerslake choisissent alors de faire un montage d'extraits du groupe en concert, que l'on retrouve sur le DVD Live! Tonight! Sold Out!!. Des extraits de la prestation du 31 octobre 1991 au Paramount Theatre de Seattle, ainsi que des scènes du documentaire 1991: The Year Punk Broke y figurent. Le biographe de Nirvana, Michael Azerrad, considère que « malgré l'astuce de diffuser des images de concert frénétiques pendant les moments calmes de la chanson et vice versa, le clip est décevant pour un groupe et une chanson qui promettent autant ».

## Reprises
Généralement considérée comme l'une des meilleures chansons du groupe, Lithium fait l'objet de nombreuses reprises par d'autres artistes. Le groupe britannique homonyme Nirvana la reprend en 1996 pour son album Orange and Blue. Elle apparaît en 2005 dans le The String Quartet Tribute to Nirvana's Nevermind du Vitamin String Quartet, qui reprend l'intégralité de Nevermind avec des instruments à cordes. Elle figure aussi sur l'album Undercovers en 2006 du chanteur folk Julian Coryell. Deux ans plus tard, le morceau est de nouveau repris par le groupe de jazz The Bad Plus sur son album For All I Care. En 2009, Colton Ford, puis Maxence Cyrin au piano, l'intègrent dans leur album de reprises,. La chorale belge Scala and Kolacny Brothers, spécialisée dans les reprises, l'inclut l'année suivante dans son double album Circle.
En 2011, pour les vingt ans de la sortie de Nevermind, de nombreux artistes rendent hommage à Nirvana avec des compilations de reprises. Lithium est ainsi reprise par Hawthorne Heights sur Come as You Are: A 20th Anniversary Tribute to Nirvana's Nevermind, par le groupe Francesqa sur celle du magazine Kerrang!, et par The Vaselines (que Nirvana avait repris lors du MTV Unplugged in New York) sur celle de Spin. Le chanteur jamaïcain de reggae Little Roy, dont le timbre de voix est décrit comme « proche de celui de Cobain », l'inclut dans son album Battle for Seattle, qui ne comprend que des reprises de Nirvana. En 2012, c'est le groupe japonais Man with a Mission qui reprend le morceau dans son album Mash up the World. La chanson se retrouve aussi sur le premier maxi Free Covers (2013) de la chanteuse de folk rock Marika Hackman. En 2014, la chanteuse et guitariste  Annie Clark (alias St. Vincent) reprend le morceau, accompagnée par les trois membres survivants du groupe, lors de la cérémonie d'intronisation de Nirvana au 29e Rock and Roll Hall of Fame du  Barclays Center de Brooklyn. En 2015, le titre est repris par The Polyphonic Spree pour la bande originale de The Big Short. Le groupe de musique jazz québécois, The Lost Fingers,  reprend la chanson sur son album VS en 2020.

## Fiche technique

### Versions
Toutes les chansons sont écrites et composées par Kurt Cobain sauf contre-indication.
| 1. | Lithium                                                        | 4:16 |
| 2. | Been a Son (live, 31 octobre 1991, Paramount Theatre, Seattle) | 2:14 |
| 3. | Curmudgeon                                                     | 2:58 |

| 1. | Lithium                                                              |           | 4:16 |
| 2. | Been a Son (live, 31 octobre 1991, Paramount Theatre, Seattle)       |           | 2:14 |
| 3. | Curmudgeon                                                           |           | 2:58 |
| 4. | D7 (John Peel Session, 21 octobre 1990, Studios Maida Vale, Londres) | Greg Sage | 3:46 |

| A.  | Lithium                                                        | 4:15 |
| B1. | Been a Son (live, 31 octobre 1991, Paramount Theatre, Seattle) | 2:14 |
| B2. | Curmudgeon                                                     | 2:58 |

| A. | Lithium                                                        | 4:15 |
| B. | Been a Son (live, 31 octobre 1991, Paramount Theatre, Seattle) | 2:14 |

| A1. | Lithium                                                        | 4:15 |
| A2. | Been a Son (live, 31 octobre 1991, Paramount Theatre, Seattle) | 2:31 |

### Crédits
- Kurt Cobain : chant, guitare
- Dave Grohl : batterie
- Chris Novoselic : basse
- Butch Vig : producteur

### Ouvrages
- (en) Michael Azerrad, Come as You Are: The Story of Nirvana, Doubleday, 1er septembre 1993, 336 p. (ISBN 0-385-47199-8)

1. ↑  Azerrad 1993, p. 137
2. 1 2  Azerrad 1993, p. 218
3. 1 2  Azerrad 1993, p. 259

- (en) Jim Berkenstadt et Charles R. Cross, Classic Rock Albums: Nevermind, Schirmer Books, 9 novembre 1998, 173 p. (ISBN 0-02-864775-0)

1. 1 2  Berkenstadt 1998, p. 76
2. ↑  Berkenstadt 1998, p. 38
3. ↑  Berkenstadt 1998, p. 38-39
4. ↑  Berkenstadt 1998, p. 77-78

- (en) Charles R. Cross, Heavier Than Heaven: A Biography of Kurt Cobain, Hyperion, 21 août 2002, 432 p. (ISBN 0-7868-8402-9)

1. ↑  Cross 2002, p. 168

- Isabelle Chelley, Dictionnaire des chansons de Nirvana, Tournon, 18 avril 2005, 213 p. (ISBN 2-914237-40-5)

1. 1 2 3  Chelley 2005, p. 93
2. 1 2  Chelley 2005, p. 92

- Florent Mazzoleni, Nirvana et le Grunge : 15 Ans de Rock Underground américain, Presses de la Cité, coll. « Gilles Verlant présente », 6 février 2006, 159 p. (ISBN 2-258-06963-7)

1. 1 2  Mazzoleni 2006, p. 109

- Richard Thomas, Nirvana de A à Z, Prélude et Fugue, coll. « les guides MusicBook », octobre 2001, 122 p. (ISBN 2-84343-076-3)

1. ↑  Thomas 2001, p. 100

Autres ouvrages
1. 1 2  (fi) Timo Pennanen, Sisältää hitin: levyt ja esittäjät Suomen musiikkilistoilla vuodesta 1972, Otava Publishing Company Ltd., 2003 (ISBN 951-1-21053-X, lire en ligne).
2. ↑  (en) David Kent, Australian Chart Book 1970-1992, St Ives, 1993 (ISBN 0-646-11917-6)
3. ↑  (es) Fernando Salaverri, Sólo éxitos, año an año, 1959-2002, Fundación Author-SGAE, 2005 (ISBN 84-8048-639-2), p. 605
4. ↑  (it) Dario Salvatori, 40 anni di hit parade italiana: [le canzoni, gli interpreti, i record e le curiosità di tutte le classifiche dal 1957 a oggi], Tarab, 1999 (ISBN 88-86675-55-0)

### Articles de presse
1. ↑  (en) Jon Chappell, « Nirvana's Music », Guitar,‎ juin 1993
2. ↑  (en) Gillian Gaar, « Verse Chorus Verse: The Recording History of Nirvana », Goldmine,‎ 14 février 1997

### Autres sources
1. ↑  (en) Classic Albums: Nirvana – Nevermind, Isis Productions, 2004, DVD
2. 1 2  (en) Nirvana - Chart history – Billboard. Billboard Hot 100. Prometheus Global Media.
3. 1 2  (en) Nirvana - Chart history – Billboard. Billboard Mainstream Rock Tracks. Prometheus Global Media.
4. 1 2  (en) Nirvana - Chart history – Billboard. Billboard Alternative Songs. Prometheus Global Media.
5. 1 2  (en) Archive Chart. UK Singles Chart. The Official Charts Company.
6. 1 2  (en) « Search Song Title - Lithium », sur IrishCharts.ie (consulté le 19 mars 2013)
7. 1 2  (en) « BPI Awards - bpi », BPI (consulté le 12 novembre 2017)
8. ↑  (en) « The 1992 Pazz & Jop Critics Poll », sur robertchristgau.com (consulté le 19 mars 2013)
9. ↑  (en) Mark Deming, « Lithium Review », AllMusic (consulté le 19 mars 2013)
10. ↑  (en) « Countdown: 20 Greatest Nirvana Songs Ever », New Musical Express (version du 6 février 2005 sur Internet Archive)
11. ↑  (en) « The 10 Best Nirvana Songs Ever », PopMatters (consulté le 22 mars 2013)
12. ↑  (en) « 100 Best Songs Of The 1990s - NME », New Musical Express (consulté le 18 décembre 2017)
13. ↑  (en) Michael Danaher, « The 50 Best Grunge Songs », Paste, 4 août 2014 (consulté le 20 décembre 2017)
14. ↑  (en) James Jackson Toth, « The 10 Best Nirvana Songs », Stereogum, 4 avril 2014 (consulté le 20 décembre 2017)
15. ↑  (en) « The 15 Greatest Nirvana Songs », Slant Magazine, 9 avril 2014
16. ↑  Nicholas J. Cotsonika, « Kraken inaugural home opener a success despite loss to Canucks », NHL Enterprises, L.P.,‎ 24 octobre 2021 (lire en ligne, consulté le 6 février 2023) :« The sellout crowd of 17,151 roared. The goal horn sounded from a decommissioned Washington State Ferry. And then came the goal song, "Lithium" from the Seattle band Nirvana, the late Kurt Cobain crooning, "Yeah, yeah. Yeah, yeaaah!" »
17. ↑  Kurt Schlosser, « Kraken Official released in Seattle: Fans turn new Climate Pledge Arena into a roaring hockey house », GeekWire, 23 octobre 2021 (consulté le 28 octobre 2021)
18. ↑  (nl) Ultratop.be – Nirvana – Lithium. Ultratop 50. Ultratop et Hung Medien / hitparade.ch.
19. ↑  (en) « Top Singles - Volume 56, No. 9, August 29 1992 », sur collectionscanada.gc.ca (consulté le 19 mars 2013)
20. ↑  (en) Charts.org.nz – Nirvana – Lithium. RMNZ. Hung Medien.
21. ↑  (nl) Dutchcharts.nl – Nirvana – Lithium. Single Top 100. Hung Medien.
22. ↑  (nl) Nirvana – Top 40-artiesten. Nederlandse Top 40. Stichting Nederlandse Top 40.
23. ↑  (pl) « Lithium », sur lp3.polskieradio.pl (consulté le 20 décembre 2017)
24. ↑  (en) « The String Quartet Tribute to Nirvana's Nevermind - Vitamin String Quartet », sur allmusic.com (consulté le 19 décembre 2017)
25. ↑  (en) « Undercovers - Julian Coryell », sur allmusic.com (consulté le 19 décembre 2017)
26. ↑  (en) « CD: The Bad Plus, For All I Care », sur theguardian.com (consulté le 19 décembre 2017)
27. ↑  (en) « Colton* - Under The Covers (CD, Album) at Discogs », sur discogs.com (consulté le 19 décembre 2017)
28. ↑  (en) « Maxence Cyrin - Novö Piano at Discogs », sur discogs.com (consulté le 19 décembre 2017)
29. ↑  (en) « Circle - Scala & Kolacny Brothers », sur allmusic.com (consulté le 19 décembre 2017)
30. ↑  (en) « Come As You Are: A 20th Anniversary Tribute To Nirvana's Nevermind - Various Artists », sur allmusic.com (consulté le 19 décembre 2017)
31. ↑  (en) « Various Artists - Kerrang! Presents Nirvana - Nevermind Forever (2011) », sur music.is-amazing.com (consulté le 19 décembre 2017)
32. ↑  (en) « FREE ALBUM: SPIN Tribute to Nirvana’s ‘Nevermind’ », sur spin.com (consulté le 19 décembre 2017)
33. ↑  (en) « BBC - Music - Review of Little Roy - Battle for Seattle », sur bbc.co.uk (consulté le 19 décembre 2017)
34. ↑  (en) « MASH UP THE WORLD【初回限定盤】 », sur mwamjapan.info (consulté le 19 décembre 2017)
35. ↑  (en) « Marika Hackman - Free Covers (File, MP3) at Discogs », sur discogs.com (consulté le 19 décembre 2017)
36. ↑  (en) « Nirvana– Lithium », sur discogs.com, Discogs.
37. ↑  (en) « Nirvana– Lithium », sur discogs.com, Discogs.
38. ↑  (en) « Nirvana– Lithium », sur discogs.com, Discogs.
39. ↑  (en) « Nirvana– Lithium », sur discogs.com, Discogs.
40. ↑  (en) « Nirvana– Lithium », sur discogs.com, Discogs.
41. ↑  (en) « Nirvana– Lithium », sur discogs.com, Discogs.